# Antonio Martos
Antonio Martos (Guadalcázar, 27 november 1947) is een Spaans voormalig wielrenner.

## Carrière
Martos nam deel aan tien grote rondes waarvan hij er negen uitreed en waarin zijn beste resultaat een 8e plaats was in de Giro van 1971. Datzelfde jaar werd hij dertiende in de Tour.
Hij wist in 1975 de Klasika Primavera te winnen en reed in 1973 een zestiende plek op het WK.

## Overwinningen
1969
- Ronde van Lleida
- 5e etappe Ronde van Toledo

1970
- Ronde van Asturië

1971
- GP Leganes

1973
- Clasica de Sabiñánigo
- 2e etappe Ronde van Catalonië

1974
- Eindklassement Vuelta a Mallorca
- 1b etappe Vuelta a Mallorca

1975
- Klasika Primavera

1976
- GP Cuprosan

## Resultaten in de voornaamste wedstrijden
| Jaar | Ronde van Italië | Ronde van Frankrijk | Ronde van Spanje |
| ---- | ---------------- | ------------------- | ---------------- |
| 1970 |                  |                     |                  |
| 1971 |                  | 13e                 | 8e               |
| 1972 |                  |                     |                  |
| 1973 |                  | 15e                 | 19e              |
| 1974 | 42e              | 40e                 |                  |
| 1975 |                  | opgave              | 11e              |
| 1976 | 48e              | 25e                 |                  |
| 1977 |                  |                     |                  |

| Jaar | Milaan-San Remo | Luik-Bast.‑Luik | Ronde van Lombardije |  | WK op de weg |
| ---- | --------------- | --------------- | -------------------- |  | ------------ |
| 1970 |                 |                 |                      |  |              |
| 1971 |                 |                 |                      |  |              |
| 1972 |                 |                 |                      |  | 31e          |
| 1973 |                 | 28e             | 18e                  |  | 16e          |
| 1974 | 26e             |                 | 24e                  |  | opgave       |
| 1975 |                 |                 |                      |  |              |
| 1976 | 46e             |                 | 26e                  |  |              |
| 1977 |                 |                 |                      |  |              |